# Landshuter Hochzeit

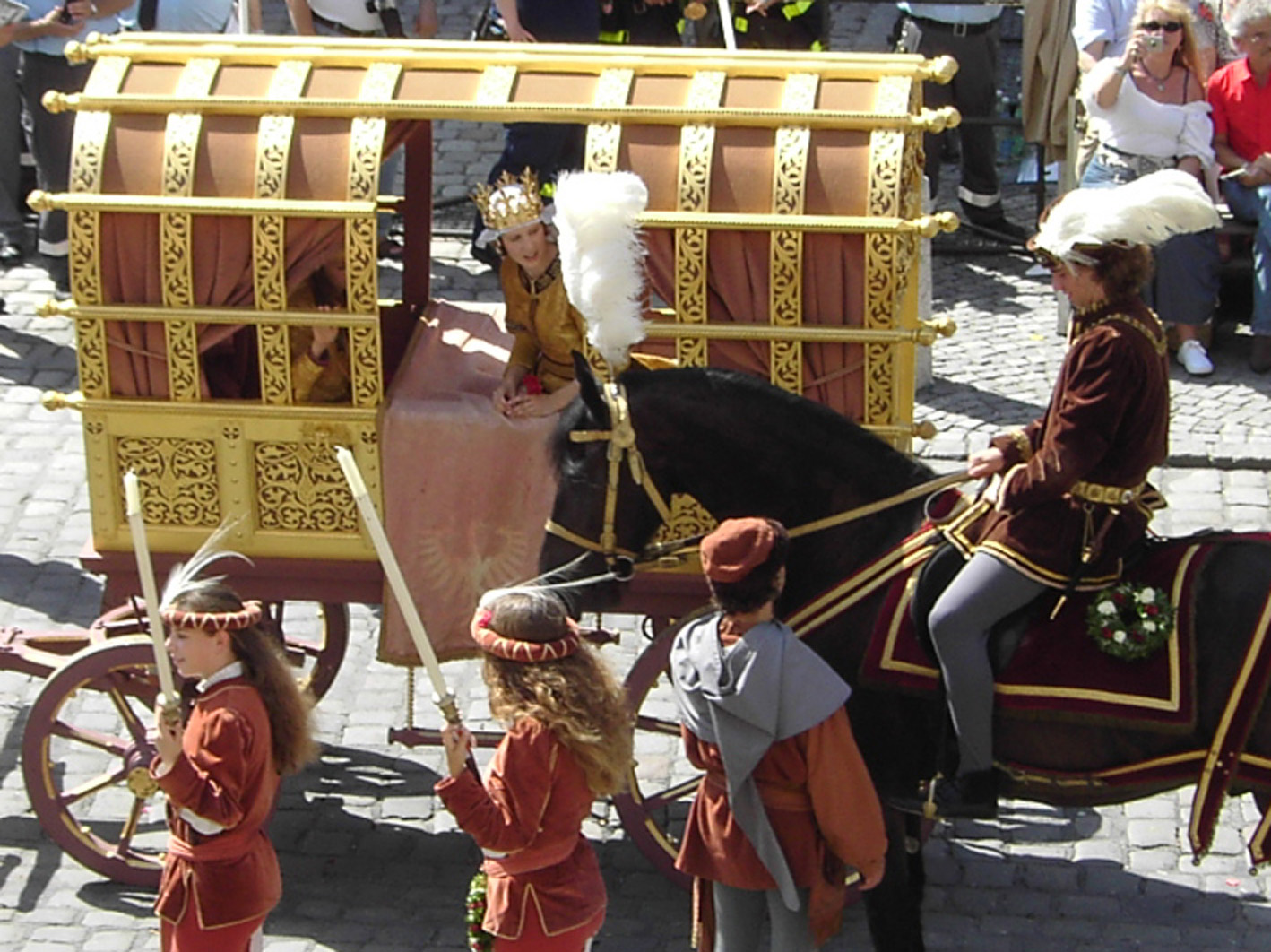
Die Braut, rechts zu Pferd Herzog Georg

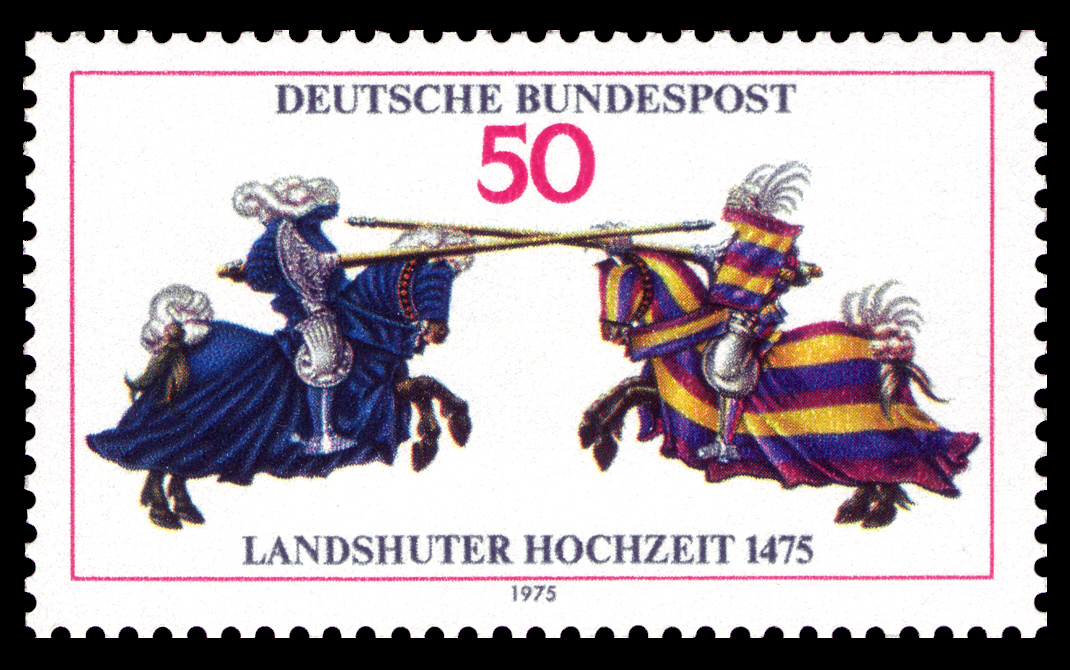
500 Jahre Landshuter Hochzeit: deutsche Briefmarke von 1975

Die Landshuter Hochzeit ist ein mehrwöchiges historisches Fest, das alle vier Jahre im Sommer in Landshut aufgeführt wird. Das Fest wird zur Erinnerung an die im Jahre 1475 in Landshut erfolgte Heirat von Georg dem Reichen, dem Sohn des bayerischen Herzogs Ludwigs des Reichen, mit Hedwig Jagiellonica, der Tochter des polnischen Königs Kasimir IV. Andreas, gefeiert. Das Fest wurde 2018 in das Bundesweite Verzeichnis des immateriellen Kulturerbes aufgenommen.

## Historische Hochzeit

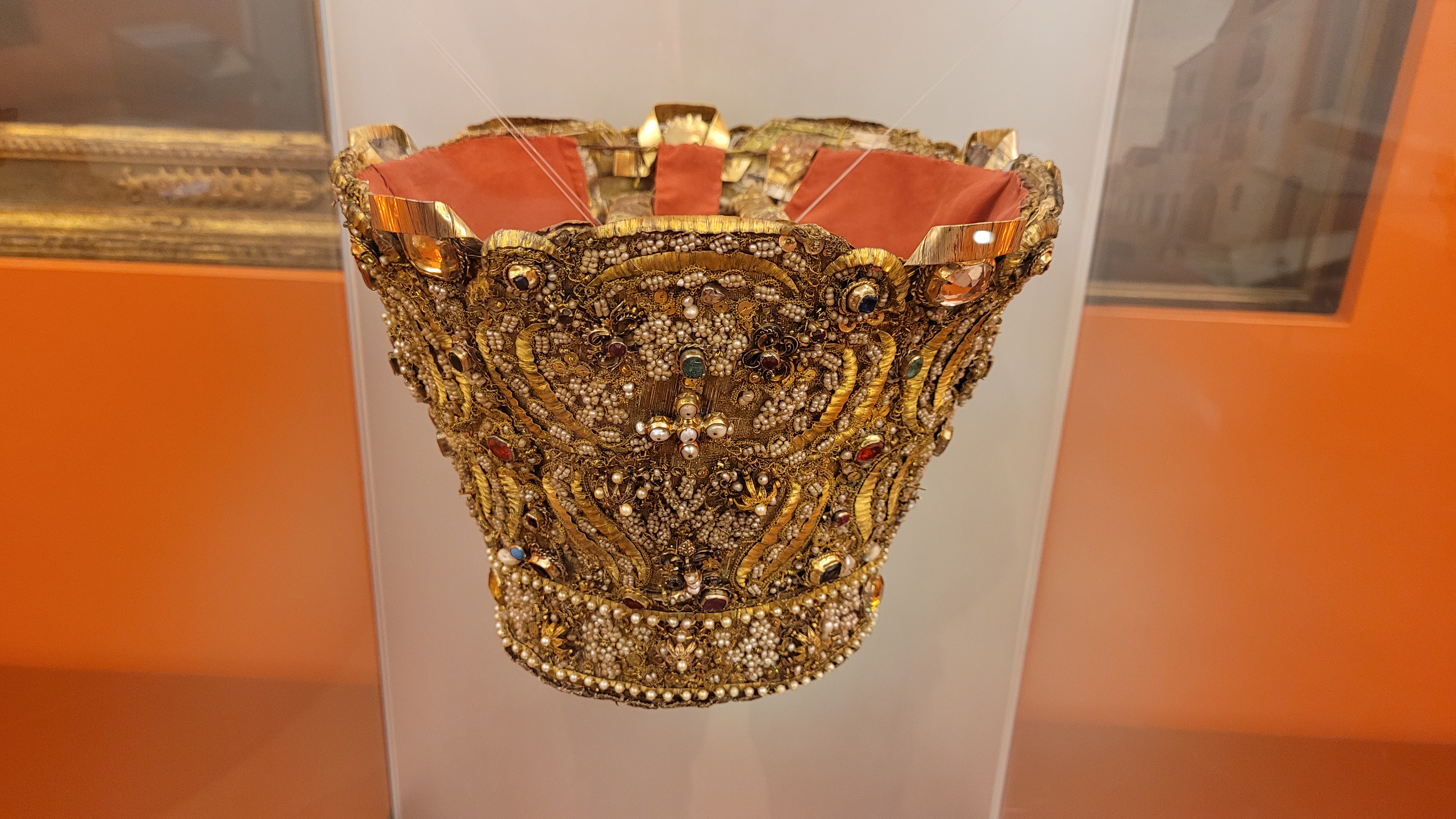
Brautkrone Hedwigs (Oberhausmuseum Passau)

Die Hochzeit zwischen Georg und Hedwig war politisch von großer Bedeutung, denn in der Verbindung der beiden Geschlechter sah man ein starkes Bündnis gegen die Macht der Osmanen. Der Heirat gingen im Jahr 1474 intensive Gespräche der beiden Fürstenhäuser voraus, die Ehe wurde in Radom durch Gesandtschaften ausgehandelt.
Die Brautfahrt der 18-jährigen Hedwig begann im Herbst des darauffolgenden Jahres. Sie dauerte zwei Monate und führte auf den damals schlecht ausgebauten Handelsstraßen unter anderem über Berlin, Wittenberg, Leipzig, Altenburg, Zwickau, Oelsnitz/Vogtl. und, unter Änderung der geplanten Reiseroute, über Eger und Regensburg, einen Umweg nehmend nach Nürnberg, bevor Hedwig mit ihrem Brautführer, Otto II. von Neumarkt, in Landshut eintraf. Hier wurde die Eheaspirantin durch angereiste Fürsten und Bischöfe herzlich empfangen. Der Kurfürst von Brandenburg, Albrecht Achilles, verglich die Hochzeit mit einer göttlichen Fügung zum Nutzen von Christenheit und Reich.
Die Hochzeit fand am 14. und 15. November 1475 in Landshut statt. Das Brautpaar wurde vom Salzburger Erzbischof Bernhard von Rohr in der die Stadt dominierenden Pfarrkirche St. Martin getraut. Anschließend führte der Brautzug durch die Altstadt zum Rathaus. Dort geleitete der Kaiser Friedrich III. die Braut zum Hochzeitsreigen. Es wird berichtet, dass zehntausend Gäste bei diesem Ereignis anwesend waren, tranken, tanzten und sich beim Ritterturnier vergnügten.
Die mehrtägigen, aufwändigen Feierlichkeiten sind sehr detailliert von Chronisten festgehalten worden. In einer Zeit erwachenden Nationalstolzes im Deutschen Reich wurde der Prunksaal des Landshuter Rathauses um 1880 renoviert; Münchner Künstler bemalten dabei die Wände mit Szenen der Landshuter Hochzeit 1475. Diese Motive gefielen und brachten Bürger auf den Gedanken, das historische Geschehen nachzuspielen. Zu diesem Zweck wurde 1902 der Verein Die Förderer e. V. gegründet, der schon ein Jahr später den Brautzug zum ersten Mal öffentlich vorführte.

## Das heutige historische Fest
Nachdem 1903 die Hochzeit zum ersten Mal von 145 Mitwirkenden nachgespielt wurde und 1905 ein „Festspiel als Einführung in das historische Hochzeitsgeschehen“ von Georg Schaumberg inszeniert wurde, ist der Umzug bis heute mehr zum historischen Dokumentarspiel gereift. Mittlerweile nehmen rund 2300 Mitwirkende in historischen Gewändern der verschiedensten Stände teil. Die Veranstalter legen großen Wert auf die historische Authentizität.
Von 1903 bis 1914 sowie von 1922 bis 1938 fanden die Umzüge jährlich statt, von 1950 bis 1968 und wieder von 1975 bis 1981 im Dreijahres-Rhythmus. Seit 1985 wird die Landshuter Hochzeit alle vier Jahre gefeiert. Während der beiden Weltkriege waren die Feierlichkeiten entfallen, ebenso 1971 und 1974, nachdem 1970 ein Brand zahlreiche Requisiten zerstört und im Jahr darauf ein Wasserrohrbruch das Gros der Kostüme in Mitleidenschaft gezogen hatte. 2021 entfiel sie wegen der Corona-Pandemie und wurde auf 2023 verschoben.
Höhepunkte sind die vier Sonntage, an denen der Hochzeitszug und die Hochzeitsgesellschaft durch die historische Altstadt von Landshut ziehen. Weitere Veranstaltungen sind Fest- und Tanzspiele im historischen Rathaussaal, andere zeigen das Lagerleben, „Festliche Spiele im nächtlichen Lager“, Reiter- und Ritterspiele oder den „Mummenschanz“, welche auf dem sogenannten Zehrplatz stattfinden. Organisiert werden die Feierlichkeiten vom Verein Die Förderer e. V., dessen Mitgliederzahl mittlerweile auf über 7000 gestiegen ist. Für seine Arbeit erhielt der Verein 2017 den Heimatpreis Bayern. Die rund 2300 Darsteller sind Landshuter Bürger, die sich zuvor beim Verein Die Förderer e. V. über ein Auswahlverfahren für die verschiedenen Gruppen und Rollen bewerben. Die Bewerbungen überschreiten dabei mittlerweile die Zahl der zu vergebenden Rollen fast um das Doppelte. Grundvoraussetzungen für die Teilnahme sind in der Regel der Wohnsitz in Landshut, die Mitgliedschaft im Verein sowie lange Haare nach mittelalterlichem Vorbild, das heißt z. B. bei Männern mindestens ohrenbedeckend und bei Mädchen mindestens schulterblattbedeckend. Entsprechend lassen sich die an einer Rolle interessierten Bürger bereits lange vor den Aufführungen die Haare wachsen, ohne – aufgrund des Auswahlverfahrens – eine Gewähr für eine Teilnahme zu haben. Als Mitwirkende gefragt sind auch Personen, die z. B. typische mittelalterliche Musikinstrumente der Zeit spielen können oder erfahren im Umgang mit Pferden sind.

## Visuelle Eindrücke

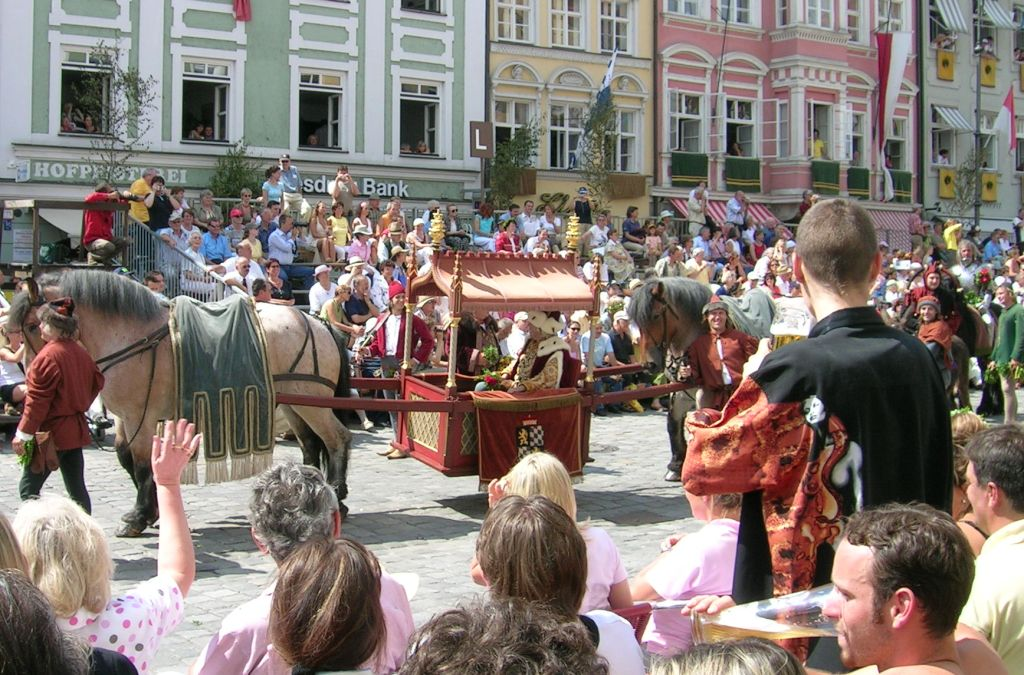
Ludwig der Reiche, Bräutigamvater und Ausrichter der Hochzeit
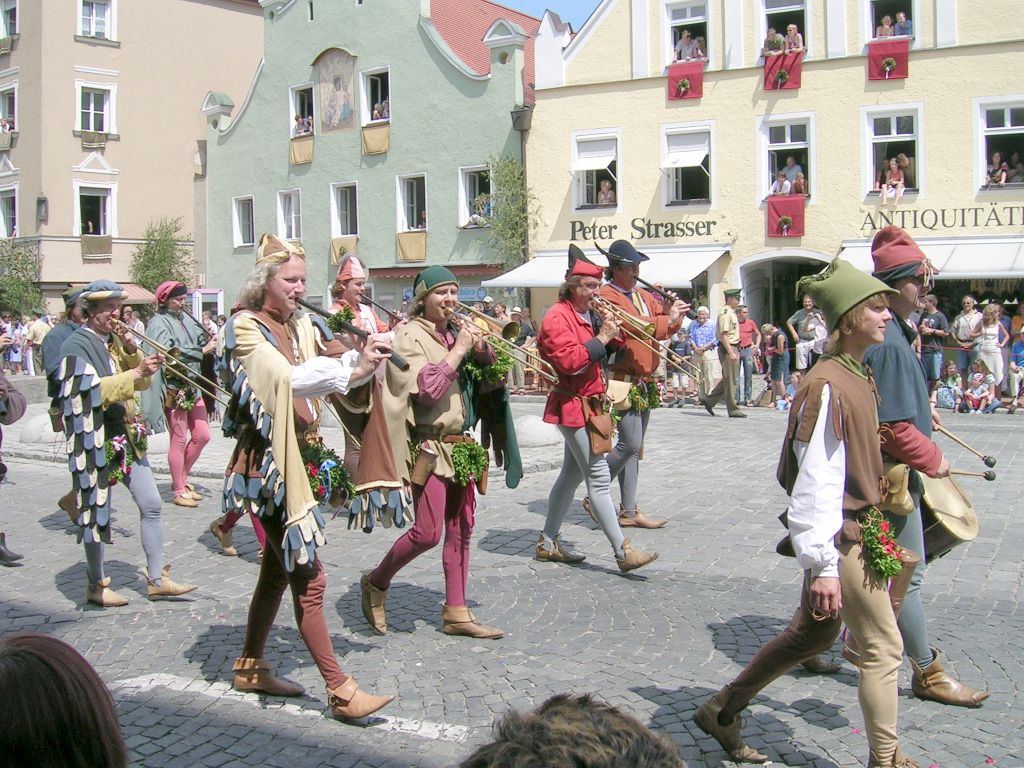
Musiker mit historischen Instrumenten
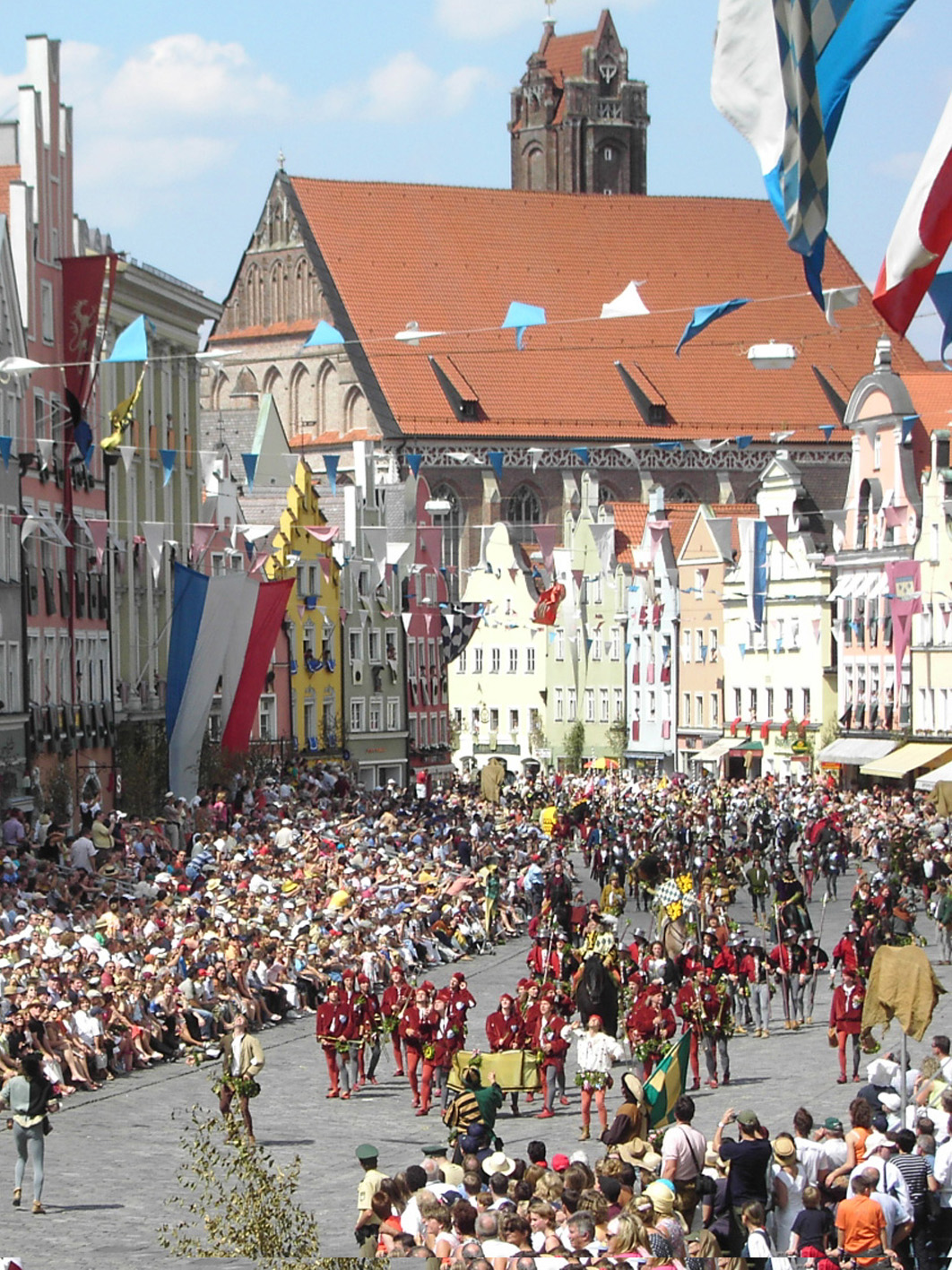
Umzug
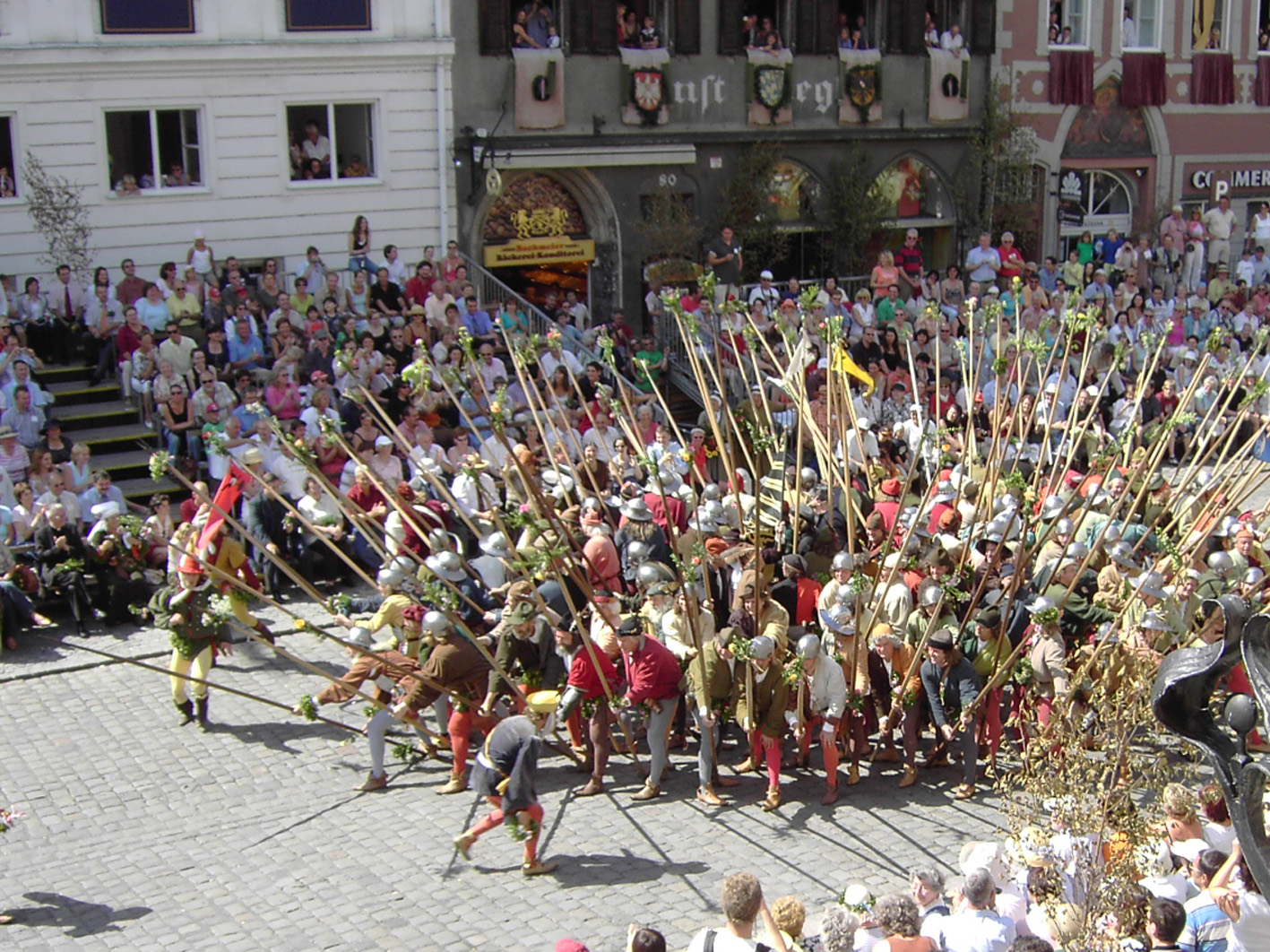
Landsknechte bilden einen Igel

## Filme
- Die Landshuter und ihre Hochzeit. Dokumentation über eines der größten historischen Feste Europas. Dokumentarfilm, Deutschland, 2001, 135 Min., Buch und Regie: Matthias Kiefersauer, Produktion: megaherz, Bayerischer Rundfunk, Inhaltsangabe von megaherz.

- Die Landshuter Hochzeit 2009. Dokumentarfilm, Deutschland, 2009, 98 Min., Buch und Regie: Corbinian Lippl, Produktion: megaherz, Bayerisches Fernsehen, Reihe: Unter unserem Himmel, Erstsendung: 12. Juli 2009 beim BR, mit Stephan Zinner und Ferdinand Schmidt-Modrow als interviewende Besucher.

- Minne und Moneten. Die Landshuter Hochzeit. Dokumentarfilm, Deutschland, 2009, 30 Min., Buch und Regie: Barbara Schepanek und Steffi Illinger, Produktion: hr, Erstsendung: 23. Juni 2010 bei hr-fernsehen, Inhaltsangabe von prisma.

- Unter unserem Himmel. Die Landshuter Hochzeit. Dokumentarfilm, Deutschland, 2013, 43:30 Min., Buch und Regie: Sebastian Bolenius, Alexander Brutscher, Anna Buck, Stefanie Freimuth, Produktion: Bayerisches Fernsehen, Reihe: Unter unserem Himmel, Erstsendung: 14. Juli 2013 beim BR, Inhaltsangabe vom BR.